# Alexandrine de Prusse
Titre
Grande-duchesse de Mecklembourg-Schwerin (en)
1er février 1837 – 7 mars 1842
(5 ans, 1 mois et 6 jours)
Friederike Wilhelmine Alexandrine Marie Helene dite Alexandrine de Prusse, née le 23 février 1803 à Berlin et morte le 21 avril 1892 à Schwerin, est une princesse royale de Prusse, épouse de Paul-Frédéric de Mecklembourg-Schwerin.

## Famille
Fille de Frédéric-Guillaume III de Prusse et de Louise de Mecklembourg-Strelitz, elle est la sœur des rois Frédéric-Guillaume IV et Guillaume Ier.

## Mariage et descendance
Le 25 mai 1822 à Berlin, elle épouse Paul-Frédéric de Mecklembourg-Schwerin (1800 – 1842) avec qui elle a trois enfants :
- Frédéric-François II (1823 – 1883) ;
- Louise (de) (1824 – 1859) qui épouse le prince Hugo de Windisch-Grätz (1823 – 1904) ;
- Guillaume (1827 – 1879) qui épouse en 1865 sa cousine Alexandrine de Prusse (1842 – 1906), fille d'Albert de Prusse et de Marianne d'Orange-Nassau.

## Galerie d'images

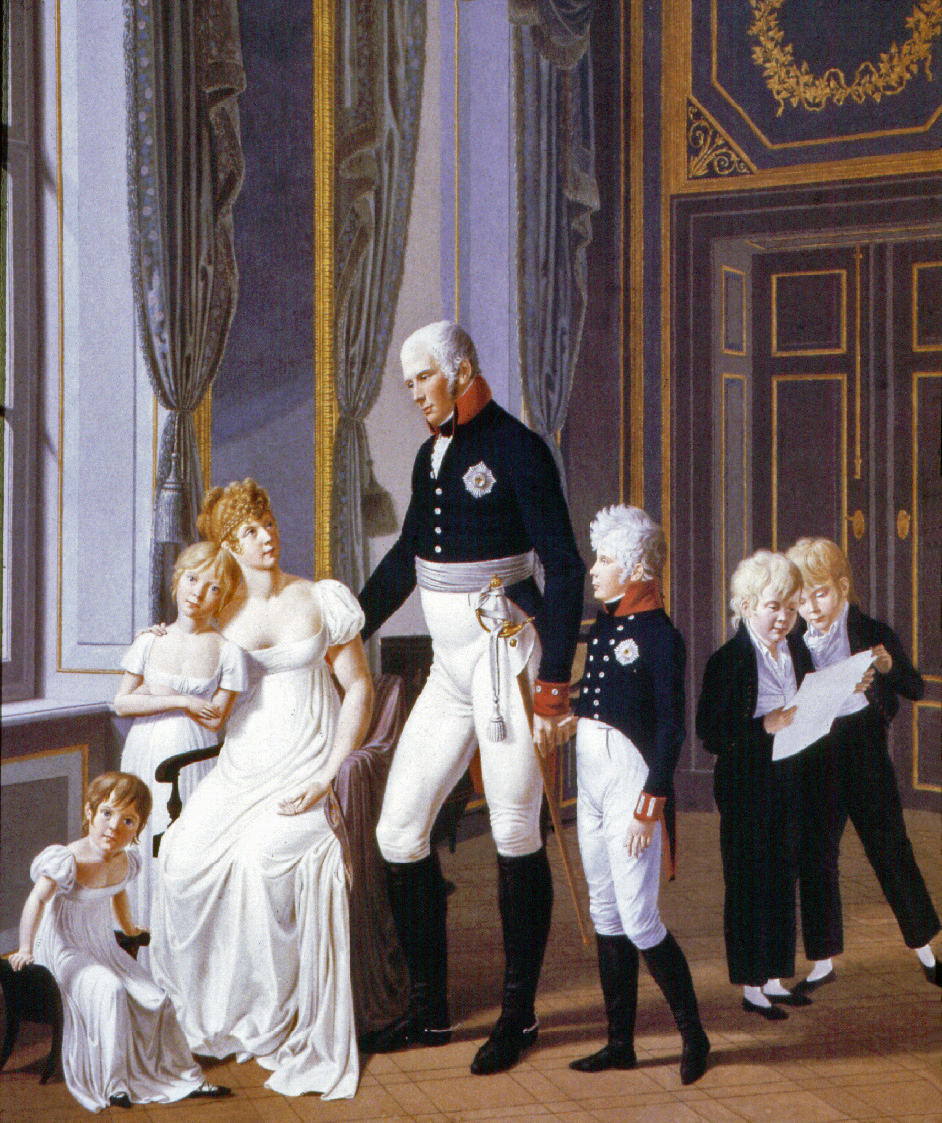
Frédéric-Guillaume III et sa famille, dont sa fille Alexandrine, 1806, par Heinrich Dähling
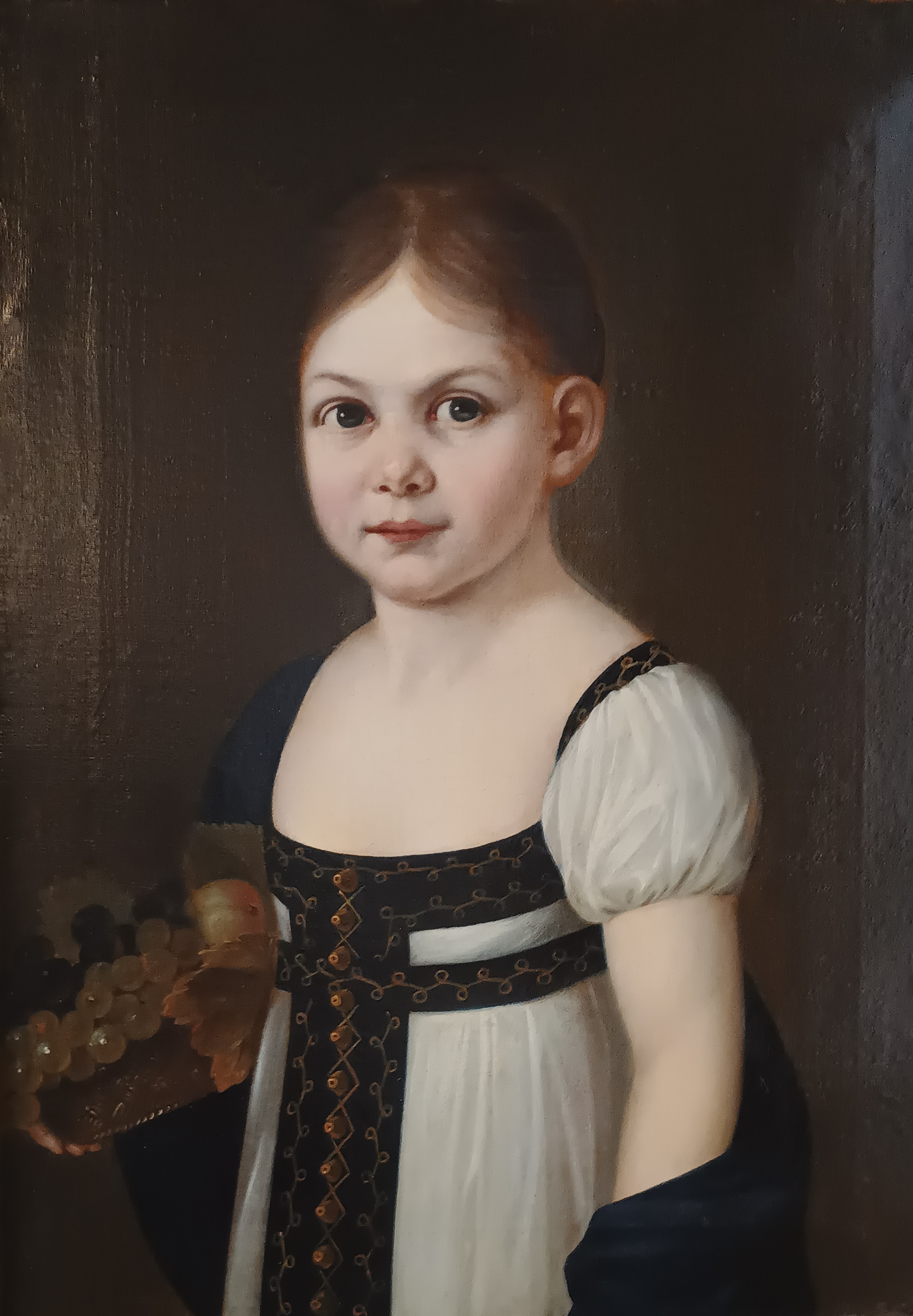
Alexandrine de Prusse, 1808
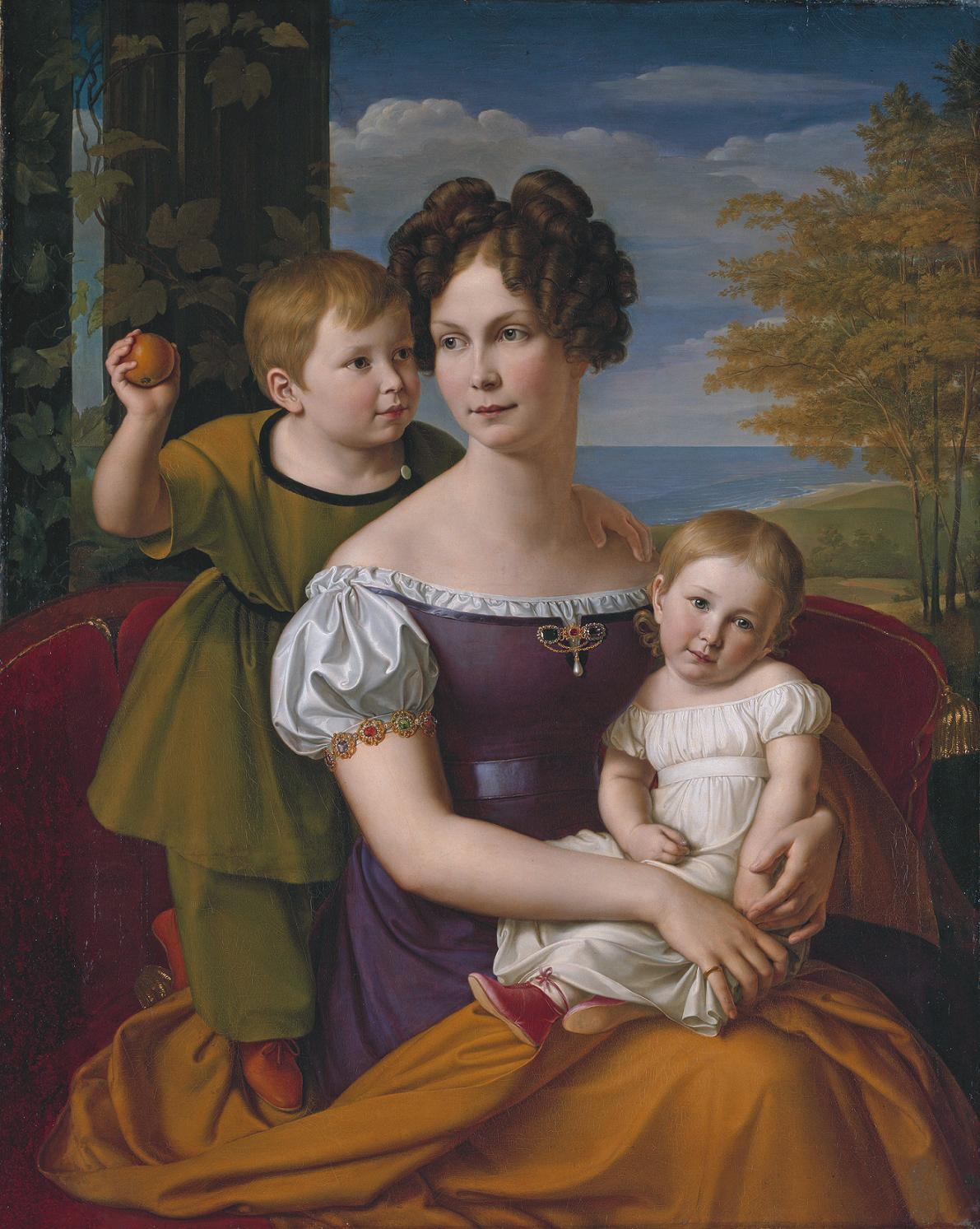
Alexandrine de Prusse et ses enfants, vers 1825, par Wilhelm von Schadow
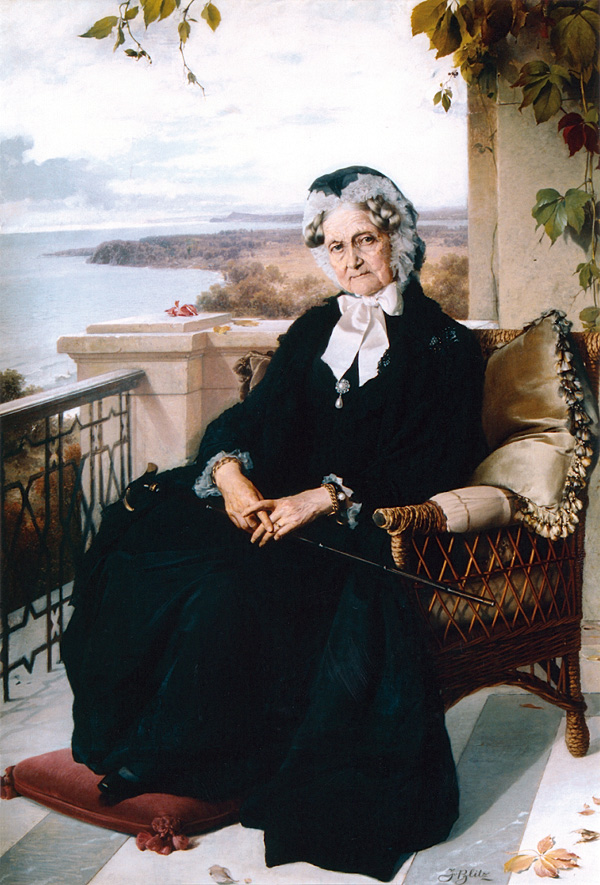
Alexandrine de Prusse, vers 1880, par Josef Blitz
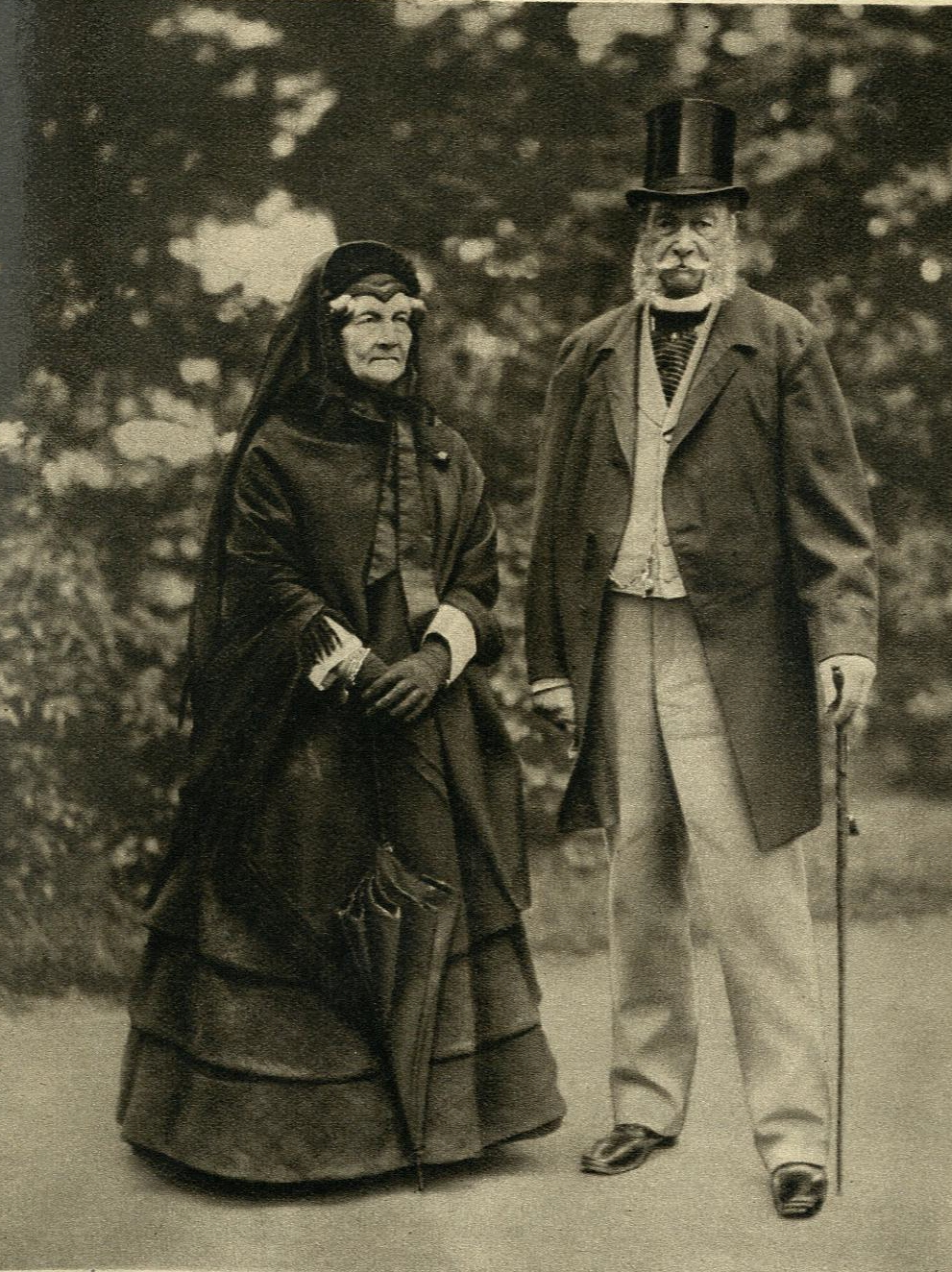
L'empereur Guillaume Ier et sa soeur Alexandrine, 1883
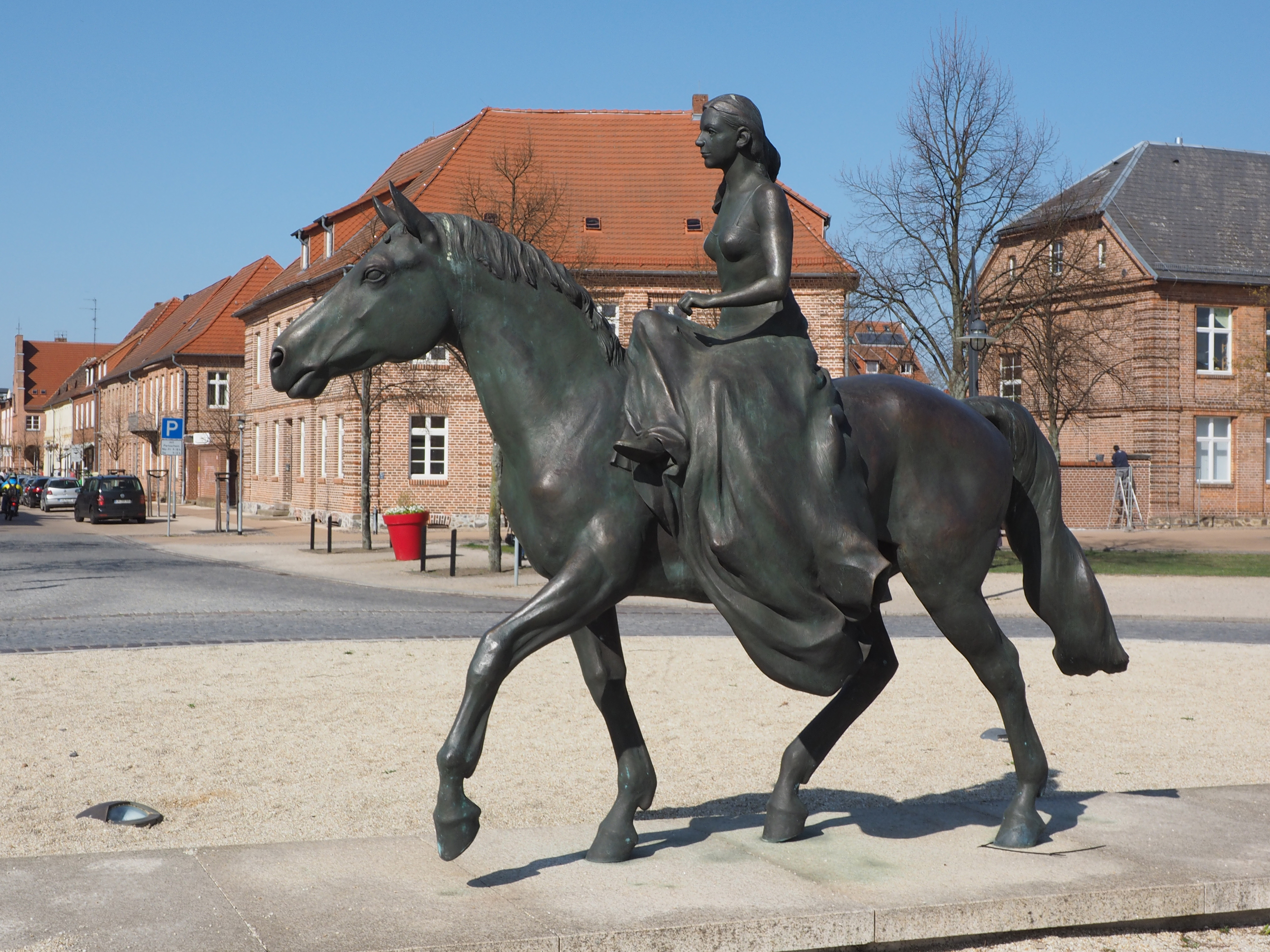
Statue équestre d'Alexandrine de Prusse, Ludwigslust